# Jerzy Tomaszewski (historyk)
Jerzy Tomaszewski (ur. 8 października 1930 w Radomsku, zm. 4 listopada 2014) – polski historyk i politolog, profesor nauk humanistycznych.

## Życiorys
W latach 1947–1948 należał do ZWM, a w latach 1948–1954 był członkiem ZMP.
W 1954 uzyskał w Szkole Głównej Planowania i Statystyki magisterium z historii gospodarczej.
Od 1949 do 1981 należał do PZPR.
W 1960 uzyskał stopień doktora, a w 1964 doktora habilitowanego. Od 1972 profesor nadzwyczajny, a od 1980 profesor zwyczajny.
Był odznaczony m.in. Krzyżem Kawalerskim Orderu Odrodzenia Polski.
Był członkiem Rady Programowej Stowarzyszenia Przeciw Antysemityzmowi i Ksenofobii – Otwarta Rzeczpospolita.

## Praca naukowa
W latach 1950–1954 był zatrudniony jako zastępca asystenta i asystent w Katedrze Historii Gospodarczej. Pracował jako aspirant w Instytucie Nauk Społecznych przy KC PZPR w latach 1954–1956. Od 1957 do 1964 ponownie pracował w SGPiS, gdzie był asystentem, a następnie adiunktem. W latach 1965–1970 był docentem oraz kierownikiem Instytutu Nauk Politycznych w SGGW. Od 1970 był zatrudniony w Instytucie Nauk Politycznych UW kolejno jako docent, profesor nadzwyczajny, a od 1980 jako profesor zwyczajny.
W 1990 został pracownikiem naukowym Instytutu Historycznego UW. Od 2002 na emeryturze, pozostawał wykładowcą IH UW.
Pełnił również funkcję kierownika Centrum Badania i Nauczania Dziejów i Kultury Żydów w Polsce im. Mordechaja Anielewicza. Od 1970 zasiadał w Radzie Naukowej, a od 1985 w Zarządzie Żydowskiego Instytutu Historycznego, był członkiem komitetu redakcyjnego Biuletynu ŻIH i rocznika „Polin. Studies in Polish Jewry”.

## Uczniowie
Do grona jego uczniów należą: Natalia Aleksiun, Wiesław Dobrzycki, Barbara Małecka-Jaworska, Jerzy Waszkiewicz, Andrzej Żbikowski, Artur Markowski, Marcin Urynowicz.

## Publikacje
- Z dziejów Polesia 1921–1939. Zarys stosunków społeczno-ekonomicznych, Warszawa 1963
- Trudna niepodległość, Warszawa 1968
- Gospodarka Polski międzywojennej 1918–1939, Warszawa, t. 1 1967, t. 2 1971, t. 3 1982, t. 4 1989 (współautor Zbigniew Landau)
- Robotnicy przemysłowi w Polsce. Materialne warunki bytu 1918–1939, Warszawa 1971 (współautor Zbigniew Landau)
- The Polish Economy in Twentieth Century, New York 1985 (współautor Zbigniew Landau)
- Wirtschaftsgeschichte Polens im 19 und 20 Jahrhundert, Berlin 1986 (współautor Zbigniew Landau)
- Bułgaria 1944-1971. Trudna droga do socjalizmu, Warszawa 1989
- The Socialist Regimes of East Central Europe. Their Establishment and Consolidation 1944-1967, London and New York 1983
- Monachium 1938. Polskie dokumenty dyplomatyczne, Warszawa 1985 (współautor Zbigniew Landau)
- Zarys dziejów Żydów w Polsce w latach 1918–1939, Warszawa 1990
- Mniejszości narodowe w Polsce XX wieku, Warszawa 1991
- Najnowsze dzieje Żydów w Polsce w zarysie do 1950 r., Warszawa 1993 (współautorstwo)
- Czechosłowacja, Warszawa 1997
- Preludium zagłady. Wygnanie Żydów polskich z Niemiec w 1938 r., Warszawa 1998
- Izrael, Warszawa 2003 (współautor Andrzej Chojnowski)
- Bank Polska Kasa Opieki SA 1929-1999, Warszawa (współautor Zbigniew Landau)

## Nagrody
- Nagroda "Trybuny Ludu" (zespołowa) dla autorów książki Ruch robotniczy w Polsce Ludowej (1975)[3]